# 風飛鯊3：麥擱鬧啊！
《風飛鯊3：麥擱鬧啊！》（英語：Sharknado 3: Oh Hell No!）是一部2015年美國災難電視電影，由安東尼·費蘭提執導。本片為2014年電視電影《風飛鯊2》的續集兼《風飛鯊》系列電影的第三部。由伊恩·齊爾林、泰拉·蕾德、凱西·史考柏、法蘭基·莫尼、寶·狄瑞克、馬克·麥格拉斯、萊恩·紐曼、傑克·格里佛、馬克·庫班和大衛·赫索霍夫主演。電影2015年7月22日在Syfy頻道播出。

## 劇情
故事敘述風飛鯊英雄芬恩·謝波德在華盛頓特區從總統手中獲得了榮譽勳章，但在一場風飛鯊將白宮摧毀殆盡後，芬恩擔心在奧蘭多環球影城遊玩的艾波、梅和克勞迪婭而打算趕緊去找她們；過程中，他遇見了以前的朋友諾娃和其助手盧卡斯，沒想到一場又一場的風飛鯊卻席捲而來，這竟象徵著即將發生一場更大的災難....。

## 演員
- 伊恩·齊爾林飾演芬利·「芬恩」·謝波德（Finley "Fin" Shepard）：前衝浪手，在經歷數次風飛鯊事件後成了名人，喜愛以電鋸砍鯊魚。
- 凱西·史考柏飾演諾娃·克拉克（Nova Clarke）：前芬恩的酒吧員工，後和盧卡斯合作對付風飛鯊。
- 泰拉·蕾德飾演艾波·韋克斯勒（April Wexler）：芬恩的前妻，在飛機上因鯊魚而失去了左手掌。
- 馬克·麥格拉斯（英语：Mark McGrath）飾演馬丁·布洛迪（Martin Brody）：芬恩的妹夫。
- 寶·狄瑞克（英语：Bo Derek）飾演梅·韋克斯勒（May Wexler）：艾波的母親。
- 法蘭基·莫尼飾演盧卡斯·史蒂文斯（Lucas Stevens）：諾娃的合作夥伴。
- 萊恩·紐曼[註 1]飾演克勞迪婭·謝波德（Claudia Shepard）：芬恩和艾波的女兒。
- 傑克·格里佛飾演比利（Billy）：克勞迪婭在遊樂園認識的朋友。
- 馬克·庫班飾演馬克斯·羅賓斯總統（President Marcus Robbins）：美國總統，對芬恩相當賞識。
- 大衛·赫索霍夫飾演吉爾伯特·格雷森·謝波德（Gilbert Grayson Shepard）：芬恩的父親和前NASA上校。
- 布萊兒·富勒（英语：Elle and Blair Fowler）飾演潔絲（Jess）：克勞迪婭的朋友。
- 安·寇特（英语：Ann Coulter）飾演索尼婭·巴克副總統（Vice President Sonia Buck）：美國副總統。

### 客串
- 尼歐飾演德弗羅奧克斯探員
- 羅倫佐·拉瑪斯飾演洛克中士
- 喬治·R·R·馬丁飾演喬治·R·R·馬丁
- 黛安娜·泰拉諾娃飾演新娘
- 麥特·勞爾（英语：Matt Lauer）飾演麥特·勞爾
- 安東尼·費蘭提（英语：Anthony C. Ferrante）飾演NASA火箭發射主管
- 查德·強森飾演NASA技術員[3]
- 傑德沃德飾演困在雲霄飛車上的遊客[3][4]

## 附註
1. ↑  取代了第一集的奧布里·碧波演出。

## 外部連結
- 官方网站
- 互联网电影数据库（IMDb）上《Sharknado 3: Oh Hell No!》的资料（英文）
- Metacritic上《Sharknado 3: Oh Hell No!》的資料（英文）
- 爛番茄上《Sharknado 3: Oh Hell No!》的資料（英文）